# Jauhar Saleem
Jauhar Saleem ist ein pakistanischer Diplomat und seit April 2020 Botschafter seines Landes in Italien. Zuvor leitete er die pakistanische Botschaft in Deutschland mit Sitz im Berliner Ortsteil Wilmersdorf.

## Ausbildung und Karriere
Jauhar Saleem (im Englischen auch Jawhar Salim) ist Absolvent des Lahore Government College, der University of Pennsylvania, der Johns Hopkins University und er erhielt ein Stipendium der Georgetown University. In diesen elitären Einrichtungen erwarb er umfassende Kenntnisse in Diplomatie, Literatur, Ökonomie und Staatswissenschaften und machte zahlreiche Master-Abschlüsse.
Sein Wunsch, in die Außenpolitik einzusteigen, geht auf früheste Kindheitserfahrungen zurück, als ihn sein Vater auf Reisen nach Europa und Amerika mitnahm. Im Jahr 1985 trat Saleem in den diplomatischen Dienst der Republik Pakistan ein. Schrittweise vollzog sich sein Aufstieg, zunächst wurde er Büromitarbeiter (Desk Officer) in Islamabad (1986–1987 und 1993–1999), zwischenzeitlich führten ihn erste diplomatische Aufträge in Brasiliens Hauptstadt und in die türkische Hauptstadt Ankara.
In Pakistan war Saleem von 1994 bis 1997 stellvertretender Protokollchef, dann übernahm er das Amt des Direktors für europäische Angelegenheiten (2003–2005), dem der Posten des Generaldirektors für Europa und die Gemeinschaft Unabhängiger Staaten (GUS) folgte (2006 bis 2008 und 2014). Im Zeitraum 2014/2015 übte er zusätzlich die Ämter des Additional Foreign Secretary und des Generaldirektors der Akademie für auswärtigen Dienst aus.
Zwischen 2008 und 2011 war Jauhar Saleem Botschafter seines Landes in Bosnien-Herzegowina. Anschließend berief ihn die pakistanische Regierung als Botschafter nach Bahrain, wo er bis 2014 tätig war.
Im Oktober 2015 erhielt Saleem die Berufung in das Amt des Botschafters in Deutschland. Er löste Syed Hasan Javed ab und wurde am 3. Februar 2016 akkreditiert. Seit April 2020 ist er Botschafter Pakistans in Italien.
Außer Urdu beherrscht er die Sprachen Englisch, Türkisch, Portugiesisch und Französisch. Er ist verheiratet mit Zara Jauhar.

## Ausgewählte Projekte
In seiner Amtszeit in Bosnien-Herzegowina beaufsichtigte Saleem unter anderem ein Projekt zur Entwicklungszusammenarbeit im Wert von fünf Millionen Dollar für die Opfer des Srebrenica-Massakers. Außerdem veranlasste er mit interessierten Wissenschaftlern aus diesem Land die Gründung eines pakistanischen Lehrstuhls an der Universität Sarajevo.